# CAMS 120
Le CAMS 120 est un hydravion militaire de l'entre-deux-guerres réalisé en 1935 en France par les Chantiers aéro-maritimes de la Seine (CAMS).